# Basino
Basino, noto anche come Basinus, Besinus o Bisinus in latino e  Bisin o Pisen in longobardo, (fl. V-VI secolo) è stato il primo re dei Turingi, dal 460 circa sino alla sua morte.

## Biografia
Le notizie su Basino sono ricavate dal seguente brano del vescovo Gregorio di Tours:
(Gregorio di Tours, Historia Francorum, II libro)
Di Basino non si hanno altre notizie, la data della morte non è precisata.